# 内洛·桑蒂
内洛·桑蒂（義大利語：Nello Santi，1931年9月22日—2020年2月6日），意大利指挥家。

## 生平
1931年生于意大利王国威尼斯南部小镇阿德里亚。父亲是杂货商，母亲是小学教师。青年时期，曾在帕多瓦学习作曲。1951年，时年20岁的他在帕多瓦的威尔第剧院初次登场，指挥了名剧《弄臣》。从帕多瓦开始，桑蒂陆续在西德、奥地利、英国、美国和瑞士的各乐团担任指挥。1958年至1969年，担任蘇黎世歌劇院音乐总监。1959年在苏黎世结婚。
1962年（一说1964年），桑蒂首次在纽约大都會歌劇院演出，指挥了威尔第的《化妝舞會》。后来又在皇家歌劇院指挥了《茶花女》。他在大都会歌剧院的舞台上指挥了近400场演出，直至2000年完成最后一场，其中绝大多数是普契尼和威尔第的歌剧。
2020年2月6日在瑞士苏黎世的家中逝世，终年88岁。